# Nekrolog 1841
Nekrolog
◄◄
| ◄
| 1837
| 1838
| 1839
| 1840
| 1841 | 1842 | 1843 | 1844 | 1845 | ► | ►►
Weitere Ereignisse | Allgemeiner Nekrolog 1841
Die Beschreibung der verstorbenen Person sollte so kurz wie möglich gehalten sein und nur deren signifikante Tätigkeit(en) enthalten.
Neue Namen ggf. auch unter dem Geburts- und Sterbedatum, also etwa unter 1. Januar und im Geburts- und Sterbejahr (2024) eintragen (nur bei entsprechender großer Wichtigkeit). Für Beispiele siehe die schon vorhandenen Artikel.
Außerdem über die fünf zuletzt Verstorbenen, zu denen es einen ausreichend guten Artikel für eine Präsentation auf der Hauptseite gibt, nach der todesbedingten Überarbeitung der Artikel ggf. auch unter Wikipedia Diskussion:Hauptseite informieren und sie am besten auch in den anderen Wikipedia-Sprachversionen eintragen. Tipp: Regelmäßig bei news.google.de nach „ist tot“, „gestorben“ oder „verstorben“ suchen.
Wenn eine Person gestorben ist, gibt es viele Seiten zu dieser Person in der Wikipedia, die davon auch betroffen sind und entsprechend aktualisiert werden müssen. Beispiele: Namenübersichtsseite, Geburtsjahr, Geburtsort-Seiten und viele mehr.
Wie finde ich die betroffenen Seiten?
Im Suchfeld auf der linken Seite gibt man den Suchbegriff so ein: „Vorname Nachname“. Dann klickt man auf Volltext und alle Seiten mit entsprechendem Suchtext werden aufgerufen. Hier sieht man dann schnell, wo auch das Todesjahr Sinn macht oder sogar ein Teil des Artikels angepasst werden muss. Auch hilft das „Werkzeug“ auf der linken Seite sehr gut, um solche Seiten aufzufinden: „Links auf diese Seite“. Somit ist die Wikipedia wieder aktuell in allen Bereichen! Hinweis: bei Eintragung der Kategorie „Gestorben JAHR“ wird der Missbrauchsfilter 49 ausgelöst, was jedoch nicht schlimm ist. Siehe: Spezial:Missbrauchsfilter/49
Dies ist eine Liste von im Jahr 1841 verstorbenen bekannten Persönlichkeiten. Die Einträge erfolgen innerhalb der einzelnen Daten alphabetisch sortiert. Tiere sind im Nekrolog für Tiere zu finden.

## Januar
| Tag        | Name                                     | Beruf, bekannt als                                                                         | Alter | Beleg |
| ---------- | ---------------------------------------- | ------------------------------------------------------------------------------------------ | ----- | ----- |
| 2. Januar  | Georg Friedrich von Fischer              | württembergischer Politiker                                                                | 73    |       |
| 2. Januar  | Johann Philipp von Gregel                | deutscher Geistlicher, Kirchenrechtler und Bibliothekar                                    | 90    |       |
| 3. Januar  | Andreas Stanislaus von Hatten            | Bischof von Ermland                                                                        | 77    |       |
| 4. Januar  | Thomas Rickman                           | englischer Architekt und Kunsthistoriker                                                   | 64    |       |
| 5. Januar  | Jean-Pierre Vaucher                      | Schweizer Theologe und Botaniker                                                           | 77    |       |
| 6. Januar  | Benedikt Arnstein                        | österreichischer Schriftsteller                                                            | 82    |       |
| 6. Januar  | Johann Rudolph Christiani                | norddeutscher Pädagoge und Theologe                                                        | 79    |       |
| 6. Januar  | Tani Bunchō                              | japanischer Maler und Dichter                                                              | 77    |       |
| 7. Januar  | Xaver Seidemann                          | österreichischer Zisterzienser und Abt                                                     | 59    |       |
| 8. Januar  | Jakob Friedrich Rösch                    | württembergischer Mathematiker, Militärwissenschaftler und Historiker                      | 97    |       |
| 8. Januar  | Albert von Schönburg                     | deutscher Adeliger und Politiker                                                           | 79    |       |
| 9. Januar  | Pierre Augustin Hullin                   | französischer General                                                                      | 82    |       |
| 10. Januar | Vincenzo Massi                           | italienischer Geistlicher, Diplomat des Heiligen Stuhls, Bischof von Gubbio                | 59    |       |
| 11. Januar | Friedrich Adolph von Lehmann             | deutscher Klaviervirtuose und Komponist sowie Legationsrat am Fürstenhof in Dessau         | 72    |       |
| 12. Januar | Märta Helena Reenstierna                 | schwedische Schriftstellerin                                                               | 87    |       |
| 14. Januar | Ignaz Döllinger                          | deutscher Mediziner                                                                        | 70    |       |
| 14. Januar | John Leland                              | US-amerikanischer Baptistenpastor                                                          | 86    |       |
| 14. Januar | Johann Vomberg                           | Mitglied der Kurhessischen Ständeversammlung                                               | 39    |       |
| 15. Januar | Bertrand Barère                          | Abgeordneter des Départements Hautes-Pyrénées im Nationalkonvent                           | 85    |       |
| 15. Januar | Karl Blumauer                            | österreichischer Theaterschauspieler, Sänger (Bass) und Schriftsteller von Jugendliteratur |       |       |
| 15. Januar | Friedrich Parrot                         | deutscher Naturforscher und Forschungsreisender                                            | 48    |       |
| 15. Januar | Arend Friedrich August Wiegmann          | deutscher Zoologe                                                                          | 38    |       |
| 16. Januar | Thomas Palackal                          | indischer syro-malabarischer Geistlicher und Ordensgründer                                 |       |       |
| 16. Januar | Gregor Tarkovič                          | ukrainischer Geistlicher, griechisch-katholischer Bischof von Prešov (1816–1841)           | 95    |       |
| 17. Januar | David Owen                               | walisischer Dichter und Barde                                                              | 56    |       |
| 19. Januar | Johann Wilhelm Schmitz                   | Priester und Kapitularvikar                                                                | 66    |       |
| 20. Januar | Ludwig Eberhard von Gemmingen-Guttenberg | Grundherr in Bonfeld, badischer Kammerherr und Ritterrat des Ritterkantons Kraichgau       | 90    |       |
| 20. Januar | Jørgen Jürgensen                         | dänischer Abenteurer                                                                       | 60    |       |
| 20. Januar | Minh Mạng                                | vietnamesischer Kaiser, zweiter Kaiser der Nguyễn-Dynastie (1820–1841)                     | 49    |       |
| 23. Januar | Charles E. Dudley                        | US-amerikanischer Politiker                                                                | 60    |       |
| 23. Januar | James Hadfield                           | britischer Attentäter                                                                      |       |       |
| 24. Januar | Johann Joachim Steinbrück                | deutscher evangelischer Pfarrer und Schriftsteller                                         | 80    |       |
| 24. Januar | Karl Traugott Zeuner                     | deutscher Komponist und Pianist                                                            | 65    |       |
| 25. Januar | Johann Peter Paul Beier                  | königlich preußischer Generalleutnant, Inspekteur des Remontewesens                        | 71    |       |
| 25. Januar | Maria Anna Thekla Mozart                 | Cousine W. A. Mozarts                                                                      | 82    |       |
| 26. Januar | Joseph Caché                             | österreichischer Sänger (Tenor), Schauspieler und Schriftsteller                           | 70    |       |
| 26. Januar | Christian Karl August von Haas           | deutscher Theologe                                                                         | 62    |       |
| 28. Januar | Karl von Schmidt                         | preußischer Generalleutnant                                                                | 67    |       |
| 28. Januar | Niccolò Cacciatore                       | italienischer Astronom                                                                     | 71    |       |
| 28. Januar | John D. Dickinson                        | US-amerikanischer Jurist und Politiker                                                     | 73    |       |
| 29. Januar | Christoph Friedrich Dörr                 | deutscher Maler und Universitätszeichenlehrer                                              | 58    |       |
| 29. Januar | François Noël                            | französischer Pädagoge, Grammatiker, Lexikograf, Latinist und Romanist                     | 85    |       |
| 31. Januar | Karl Heinrich Wilhelm Völcker            | deutscher Klassischer Philologe und Gymnasiallehrer                                        | 42    |       |
| Januar     | John Culpepper                           | US-amerikanischer Politiker                                                                | 75    |       |
| Januar     | Robert Scott                             | schottischer Architektur- und Landschaftsstecher                                           | 69    |       |

## Februar
| Tag         | Name                                                      | Beruf, bekannt als                                                                         | Alter | Beleg |
| ----------- | --------------------------------------------------------- | ------------------------------------------------------------------------------------------ | ----- | ----- |
| 4. Februar  | Adolph Bargiel                                            | deutscher Klavier- und Gesangspädagoge und Violinist                                       | 57    |       |
| 4. Februar  | Bartholomäus Wodley                                       | österreichischer Advokat und Gewerke                                                       | 81    |       |
| 5. Februar  | Johann Heinrich Otto von Schmidt                          | preußischer Generalleutnant der Artillerie                                                 | 82    |       |
| 6. Februar  | Anton Hasenhut                                            | österreichischer Schauspieler und Komiker                                                  | 74    |       |
| 6. Februar  | Philipp Müller                                            | deutscher Kutschenherteller                                                                | 80    |       |
| 6. Februar  | Carl Gottlieb Pfeilsticker                                | württembergischer Verwaltungsbeamter                                                       | 61    |       |
| 6. Februar  | Friedrich von Wersebe                                     | Landdrost in Aurich                                                                        | 56    |       |
| 7. Februar  | Friedrich von Ribbentrop                                  | Generalintendant der Preußischen Armee, Chefpräsident der preußischen Ober-Rechnungskammer | 72    |       |
| 7. Februar  | Carl Friedrich Wilhelm August von Ziegler und Klipphausen | sächsischer Rittergutsbesitzer und Politiker, Abgeordneter im Sächsischen Landtag          | 70    |       |
| 9. Februar  | Chrystian Piotr Aigner                                    | polnischer Architekt und Architekturtheoretiker                                            |       |       |
| 10. Februar | Josef Alois Gleich                                        | österreichischer Beamter und Theaterdichter                                                | 68    |       |
| 11. Februar | Carl Ludwig Silvius Wilhelm von Königsdorff               | preußischer Landrat                                                                        | 67    |       |
| 11. Februar | Ferdinand Johann von Olivier                              | deutscher Maler und Grafiker                                                               | 55    |       |
| 12. Februar | Astley Paston Cooper                                      | englischer Wundarzt                                                                        | 72    |       |
| 12. Februar | Axel von Maltzahn                                         | deutscher Verwaltungsjurist und Landrat                                                    | 32    |       |
| 13. Februar | Thomas Ainsworth                                          | englisch-niederländischer Textilindustrieller                                              | 45    |       |
| 13. Februar | Friedrich Karl Meier                                      | deutscher evangelischer Theologe und Hochschullehrer                                       | 32    |       |
| 14. Februar | Joseph Anderwert                                          | Schweizer Politiker                                                                        | 73    |       |
| 14. Februar | Antun Sorkočević                                          | kroatischer Komponist, Sachbuchautor und Diplomat                                          | 65    |       |
| 14. Februar | Carl Friedrich Heinrich von Wylich und Lottum             | preußischer Offizier, zuletzt General der Infanterie, sowie Politiker und Minister         | 73    |       |
| 15. Februar | Sibrandus Stratingh                                       | niederländischer Hochschullehrer, Professor für Chemie und Erfinder                        | 55    |       |
| 15. Februar | Heinrich Wilhelm Zimmermann                               | deutscher Genre- und Porträtmaler                                                          | 36    |       |
| 17. Februar | Ferdinando Carulli                                        | italienischer Komponist und Gitarrist                                                      | 71    |       |
| 19. Februar | Amalie von Nassau-Weilburg                                | deutsche Adlige, Fürstin von Anhalt-Bernburg                                               | 64    |       |
| 19. Februar | Antonio Luigi Piatti                                      | italienischer Kurienerzbischof der Römischen Kirche, Vizegerent der Diözese Rom            | 58    |       |
| 19. Februar | Auguste von Preußen                                       | Kurfürstin von Hessen                                                                      | 60    |       |
| 19. Februar | Sebastian Fahrländer                                      | Schweizer Arzt und Politiker                                                               | 73    |       |
| 19. Februar | Mathias Le Groing de La Romagère                          | französischer Bischof                                                                      | 84    |       |
| 19. Februar | George Stuart (Marineoffizier)                            | britischer Rear-Admiral                                                                    | 60    |       |
| 20. Februar | Maria Antonia von Bourbon-Parma                           | Tochter Maria Amalia von Österreichs und Ferdinands von Bourbon-Parma                      | 66    |       |
| 20. Februar | Henri Fraisse                                             | Schweizer Architekt                                                                        | 36    |       |
| 20. Februar | Friedrich Sertürner                                       | deutscher Apotheker und Entdecker des Morphins                                             | 57    |       |
| 21. Februar | Richard Menefee                                           | US-amerikanischer Politiker                                                                | 31    |       |
| 21. Februar | Dorothea Tieck                                            | deutsche Shakespeare-Übersetzerin                                                          | 41    |       |
| 22. Februar | Louis Joseph de Vichery                                   | französischer Offizier                                                                     | 73    |       |
| 23. Februar | Auguste de Forbin                                         | französischer Maler                                                                        | 63    |       |
| 22. Februar | Thomas L. Winthrop                                        | US-amerikanischer Politiker                                                                | 80    |       |
| 23. Februar | Alfred Moore Gatlin                                       | US-amerikanischer Politiker                                                                | 50    |       |
| 23. Februar | Lebrecht von Graevenitz                                   | preußischer Offizier, zuletzt Generalmajor                                                 | 54    |       |
| 25. Februar | Philip Pendleton Barbour                                  | US-amerikanischer Jurist und Politiker                                                     | 57    |       |
| 26. Februar | Burwell Bassett                                           | US-amerikanischer Politiker                                                                | 76    |       |
| 28. Februar | Claude François Chauveau-Lagarde                          | französischer Advokat                                                                      | 85    |       |
| 28. Februar | Johann Baptist Graser                                     | deutscher Pädagoge und Beamter, römisch-katholischer Geistlicher                           | 74    |       |
| Februar     | Antoni Febrer i Cardona                                   | spanischer Katalanist                                                                      |       |       |

## März
| Tag      | Name                              | Beruf, bekannt als                                                             | Alter | Beleg |
| -------- | --------------------------------- | ------------------------------------------------------------------------------ | ----- | ----- |
| 1. März  | Abraham Bing                      | deutscher Rabbiner                                                             |       |       |
| 1. März  | Claude-Victor Perrin gen. Victor  | französischer General                                                          | 76    |       |
| 3. März  | Nathaniel Garrow                  | US-amerikanischer Jurist und Politiker                                         | 60    |       |
| 4. März  | Karl Friedrich August Grashof     | deutscher Theologe, Pädagoge, Mathematiker, Schulrat und Gymnasialdirektor     | 70    |       |
| 6. März  | Wilhelm Mülhens                   | Unternehmer                                                                    | 78    |       |
| 7. März  | Friedrich Christoph Mayer         | Amtmann, Hofrat, Konsulent, Abgeordneter                                       | 78    |       |
| 7. März  | Peter Franz Oster                 | Landrat im Kreis Cochem                                                        | 68    |       |
| 8. März  | Nicolaus Heinrich von Christensen | Königlich Dänischer Generalmajor und Oberdeichinspektor                        | 73    |       |
| 8. März  | August von Münchhausen            | preußischer Offizier und Landrat                                               | 53    |       |
| 8. März  | Robert Henrik Rehbinder           | schwedischer Politiker                                                         | 63    |       |
| 8. März  | Christoph August Tiedge           | deutscher Dichter                                                              | 88    |       |
| 9. März  | Wenzel Koberwein                  | Juwelier und Kaufmann                                                          |       |       |
| 10. März | Gottfried Gymnich                 | Jurist, preußischer Verwaltungsbeamter und Landrat                             | 68    |       |
| 11. März | Giovanni Antonio Antolini         | italienischer Baumeister, Architekt und Ingenieur                              | 87    |       |
| 11. März | Alois von Frölich                 | deutscher Arzt und Botaniker                                                   | 75    |       |
| 11. März | Wilhelmine Halberstadt            | deutsche Pädagogin und Schriftstellerin                                        | 65    |       |
| 13. März | Moses Bloch                       | deutscher Rabbiner                                                             | 36    |       |
| 14. März | Anna Rothpletz                    | Schweizer Schriftstellerin                                                     | 54    |       |
| 14. März | Johann Joachim Rolssen            | Bürgermeister der Stadt Riga                                                   | 89    |       |
| 16. März | Félix Savart                      | französischer Arzt und Physiker                                                | 49    |       |
| 17. März | Johann Anton August Weitsch       | deutscher Maler und Museumsinspektor                                           | 79    |       |
| 20. März | Veronika Jenke                    | deutsche Theaterschauspielerin                                                 |       |       |
| 22. März | Tokugawa Ienari                   | Shōgun (1786–1837)                                                             | 67    |       |
| 23. März | Gottschalk Diedrich Baedeker      | deutscher Verleger und Buchhändler                                             | 62    |       |
| 24. März | Gustav August Adolf Becker        | deutscher Theaterschauspieler, Sänger (Bass) sowie Theater- und Opernregisseur | 35    |       |
| 24. März | Johann Gottlieb Hansing           | Bürgermeister von Harburg                                                      | 86    |       |
| 25. März | Karl von Einsiedel                | deutscher Diplomat                                                             | 71    |       |
| 27. März | Elkan Markus Hahn                 | deutscher Mathematiker                                                         | 59    |       |
| 31. März | Eduard Gurk                       | österreichischer Maler                                                         | 39    |       |
| März     | Tyrone Power                      | irischer Schauspieler                                                          | 43    |       |

## April
| Tag       | Name                                      | Beruf, bekannt als                                                                           | Alter | Beleg |
| --------- | ----------------------------------------- | -------------------------------------------------------------------------------------------- | ----- | ----- |
| 2. April  | Louis Letronne                            | französischer Maler und Zeichner                                                             | 53    |       |
| 2. April  | Gustav von Rauch                          | preußischer General der Infanterie, Kriegsminister                                           | 67    |       |
| 2. April  | Jacob Struve                              | deutscher Mathematiker und Pädagoge                                                          | 85    |       |
| 3. April  | Christian Gottlieb Konopack               | deutscher Rechtswissenschaftler                                                              | 73    |       |
| 4. April  | Charles Louis Joseph de Gau de Frégeville | französischer Divisionsgeneral und Politiker                                                 | 78    |       |
| 4. April  | William Henry Harrison                    | US-amerikanischer Politiker, 9. Präsident der Vereinigten Staaten von Amerika (1841)         | 68    |       |
| 4. April  | Jakob Linckh                              | deutscher Maler und Archäologe                                                               | 53    |       |
| 4. April  | Asa Lyon                                  | US-amerikanischer Politiker                                                                  | 77    |       |
| 5. April  | Eduard Friedrich Ferdinand Beer           | deutscher Orientalist, Epigraphiker und Paläograf                                            | 35    |       |
| 7. April  | Sigismund Ehrenreich Johann von Redern    | Aristokrat, Diplomat, Abenteurer, Spekulant und Schriftsteller                               | 79    |       |
| 8. April  | Franz Rudolf von Monschaw                 | deutscher Politiker und Oberbürgermeister der Stadt Köln                                     | 81    |       |
| 9. April  | Carl Ferdinand von Ehrenberg              | Schweizer Architekt                                                                          | 34    |       |
| 10. April | Luis Eduardo Pérez                        | uruguayischer Politiker, Präsident von Uruguay                                               |       |       |
| 12. April | Friedrich Baumann                         | österreichischer Theaterschauspieler                                                         |       |       |
| 13. April | Albertine Necker de Saussure              | Schweizer Schriftstellerin, Pädagogin und eine frühe Verfechterin der Bildung für Frauen     | 75    |       |
| 13. April | Friedrich Ludwig Schmidt                  | Schauspieler, Theaterdirektor, Regisseur und Dramatiker                                      | 68    |       |
| 14. April | Daniel Collenbusch                        | deutscher Arzt und Schriftsteller                                                            | 81    |       |
| 14. April | Valentin de Salha                         | französischer Marineoffizier, General, Staatsmann                                            | 83    |       |
| 16. April | Johann Baptist Kastner                    | deutscher römisch-katholischer Theologe und Geistlicher                                      | 65    |       |
| 18. April | Somerset Lowry-Corry, 2. Earl Belmore     | irischer Adliger, Gouverneur von Jamaika, Mitglied des House of Commons                      | 66    |       |
| 19. April | Sophus Schmidt                            | deutscher Befreiungskämpfer, Gutsbesitzer und Verwaltungsjurist im Königreich Hannover       | 48    |       |
| 21. April | Wilhelm Friedrich von Jordan              | bayerischer Generalmajor                                                                     | 66    |       |
| 22. April | Carl Gottlob Abela                        | Kantor an der Marktkirche Unser Lieben Frauen                                                | 37    |       |
| 23. April | Edmund Fanning                            | US-amerikanischer Entdecker, Forscher und Handelsreisender in der Südsee                     | 71    |       |
| 23. April | Johann Hüsgen                             | deutscher katholischer Priester und Generalvikar                                             | 71    |       |
| 25. April | Antonio Domenico Gamberini                | italienischer Geistlicher, Bischof von Orvieto und Kardinal                                  | 80    |       |
| 26. April | Charlotte Mörike                          | Mutter Eduard Mörikes                                                                        | 69    |       |
| 26. April | Georg Heinrich Nieper                     | deutscher Verwaltungsjurist und Vizepräsident der Provinzialregierung im Königreich Hannover | 92    |       |
| 26. April | Otto von Porbeck                          | kurhessischer und westphälischer Beamter und Politiker                                       | 76    |       |
| 26. April | Eduard von Schenk                         | bayerischer Staatsmann und Dichter                                                           | 52    |       |
| 26. April | Franz Ignaz von Streber                   | deutscher katholischer Theologe und Numismatiker                                             | 83    |       |
| 27. April | Félix Baciocchi                           | Herzog von Lucca (1805–1814/15)                                                              | 78    |       |
| 27. April | Felix Papencordt                          | deutscher Historiker                                                                         |       |       |
| 28. April | Johann Christian Wilhelm Augusti          | deutscher evangelischer Theologe, Archäologe und Orientalist                                 | 69    |       |
| 28. April | Pierre Chanel                             | katholischer Missionar und Märtyrer                                                          | 37    |       |
| 29. April | Aloysius Bertrand                         | französischer Dichter                                                                        | 34    |       |
| 29. April | Daniel Meserve Durell                     | US-amerikanischer Politiker                                                                  | 71    |       |
| 30. April | Peter Andreas Heiberg                     | dänischer Satiriker                                                                          | 82    |       |
| 30. April | Veit Hanns Schnorr von Carolsfeld         | deutscher Maler                                                                              | 76    |       |
| 30. April | Johann Baptist Ignaz von Waldstätten      | österreichischer Beamter, Jurist                                                             | 68    |       |

## Mai
| Tag     | Name                                  | Beruf, bekannt als                                                                | Alter | Beleg |
| ------- | ------------------------------------- | --------------------------------------------------------------------------------- | ----- | ----- |
| 2. Mai  | Adolph Christian Ulrich von Bassewitz | Domherr zu Lübeck und Mecklenburg Schwerinscher Kammerherr                        | 53    |       |
| 3. Mai  | Bartolommeo Gamba                     | italienischer Bibliograph und Biograph                                            | 74    |       |
| 4. Mai  | Patrick H. Pope                       | US-amerikanischer Politiker                                                       | 35    |       |
| 10. Mai | Charles Ogle                          | US-amerikanischer Politiker                                                       |       |       |
| 13. Mai | Gregers Otto Bruuns Begtrup           | dänischer Agrarökonom                                                             | 71    |       |
| 14. Mai | Amand Pelz                            | deutscher Porträt- und Landschaftsmaler der Düsseldorfer Schule                   | 28    |       |
| 16. Mai | Marie Anne Boivin                     | französische Hebamme                                                              | 68    |       |
| 19. Mai | Thomas Glascock                       | US-amerikanischer Politiker                                                       | 50    |       |
| 19. Mai | Ernst von Schiller                    | deutscher Landgerichtsrat; Sohn von Friedrich Schiller und Charlotte von Schiller | 44    |       |
| 20. Mai | José Maria Blanco White               | spanisch-irischer Schriftsteller, Dichter, Denker, Journalist und Theologe        | 65    |       |
| 21. Mai | Julian Ursyn Niemcewicz               | polnischer Schriftsteller                                                         | 83    |       |
| 23. Mai | Franz von Baader                      | deutscher Arzt, Bergbauingenieur und Philosoph                                    | 76    |       |
| 26. Mai | Eberhard Heinrich Georgii             | württembergischer Offizier und Obertribunaldirektor                               | 75    |       |
| 27. Mai | Ernst-Wilhelm Arnoldi                 | deutscher Kaufmann                                                                | 63    |       |
| 31. Mai | Bates Cooke                           | US-amerikanischer Politiker                                                       | 53    |       |
| 31. Mai | George Green                          | britischer Mathematiker und Physiker                                              | 47    |       |
| Mai     | Gustav Alexander Bielitz              | deutscher Jurist                                                                  |       |       |
| Mai     | Johann Osenbrüggen                    | deutscher Autor, Kirchenmusiker und Pädagoge                                      | 67    |       |

## Juni
| Tag      | Name                                                         | Beruf, bekannt als                                                                                   | Alter | Beleg |
| -------- | ------------------------------------------------------------ | --- | ----- | ----- |
| 1. Juni  | Nicolas Appert                                               | französischer Konditor und Erfinder                                                                  | 91    |       |
| 1. Juni  | David Wilkie                                                 | britischer Maler                                                                                     | 55    |       |
| 3. Juni  | Joseph Pschorr                                               | deutscher Brauer                                                                                     | 71    |       |
| 5. Juni  | Tatjana Wassiljewna Engelhardt                               | russische Hofdame und Mäzenin                                                                        | 72    |       |
| 5. Juni  | Johann Nepomuk Isfordink                                     | Militärarzt sowie Direktor der Josephs-Akademie Wien                                                 |       |       |
| 5. Juni  | Heinrich Gustav Plitt                                        | Lübecker Senator                                                                                     | 63    |       |
| 6. Juni  | Christian Georg Hornbostel                                   | österreichischer Textilfabrikant und Erfinder                                                        | 63    |       |
| 7. Juni  | Marianne Friederike Cäcilie Zaengl                           | deutsche Opernsängerin (Sopran) und Theaterschauspielerin                                            | 24    |       |
| 8. Juni  | Hermann Pflaum                                               | russischer Physiker, Naturforscher, Pädagoge und Hochschullehrer deutsch-baltischer Herkunft         | 32    |       |
| 12. Juni | Johann Ernst Theodor Janke                                   | deutscher Theologe, Beamter und Autor                                                                | 59    |       |
| 14. Juni | Jean-Girard Lacuée de Cessac                                 | französischer General, Militärschriftsteller, Politiker und Mitglied der Académie française          | 88    |       |
| 14. Juni | Joseph Niesert                                               | deutscher Geistlicher, Historiker, Numismatiker und Sammler                                          | 74    |       |
| 15. Juni | Jacques-Marie Le Père                                        | französischer Ingenieur                                                                              | 78    |       |
| 17. Juni | Augustine Clarke                                             | US-amerikanischer Politiker, Anwalt, Bankier und Treasurer von Vermont                               |       |       |
| 18. Juni | Jakob Friedrich von Märklin                                  | Prälat und Generalsuperintendent von Heilbronn                                                       | 70    |       |
| 19. Juni | Julius Frank                                                 | deutscher Jurist                                                                                     | 32    |       |
| 21. Juni | Carl Bernhard Garve                                          | deutscher evangelischer Theologe und Kirchenlieddichter                                              | 78    |       |
| 21. Juni | Otto von der Osten                                           | preußischer Generalmajor                                                                             | 69    |       |
| 22. Juni | Jesse Franklin Cleveland                                     | US-amerikanischer Politiker                                                                          | 36    |       |
| 23. Juni | Étienne Joseph Louis Garnier-Pagès                           | französischer Politiker                                                                              | 39    |       |
| 25. Juni | Johannes Bon                                                 | alt-katholischer Bischof von Haarlem (1815–1841)                                                     |       |       |
| 25. Juni | Alexander Macomb                                             | US-amerikanischer Generalmajor                                                                       | 59    |       |
| 26. Juni | Viktoria Hedwig Karoline von Anhalt-Bernburg-Schaumburg-Hoym | Prinzessin von Anhalt-Bernburg-Schaumburg-Hoym, Freifrau von Bärenthal, Marquise de Favry            | 92    |       |
| 27. Juni | William Austin                                               | amerikanischer Rechtsanwalt, Politiker und Schriftsteller                                            | 63    |       |
| 27. Juni | Andrew R. Govan                                              | US-amerikanischer Politiker                                                                          | 47    |       |
| 27. Juni | Friedrich von Pfannenberg                                    | preußischer Landrat                                                                                  | 54    |       |
| 29. Juni | Friederike von Mecklenburg-Strelitz                          | Herzogin zu Mecklenburg, Prinzessin von Preußen, Prinzessin zu Solms-Braunfels, Königin von Hannover | 63    |       |

## Juli
| Tag      | Name                              | Beruf, bekannt als                                                                 | Alter | Beleg |
| -------- | --------------------------------- | ---------------------------------------------------------------------------------- | ----- | ----- |
| 1. Juli  | Robert Raymond Reid               | US-amerikanischer Politiker                                                        | 51    |       |
| 1. Juli  | Georg Friedrich Adolph Schöner    | deutscher Maler                                                                    | 67    |       |
| 2. Juli  | Franz Spitzner                    | deutscher Altphilologe und Pädagoge                                                | 53    |       |
| 3. Juli  | Humphrey Marshall                 | US-amerikanischer Politiker                                                        |       |       |
| 4. Juli  | Friedrich von Bärensprung         | Oberbürgermeister von Berlin                                                       | 61    |       |
| 4. Juli  | Karl Schomburg                    | Oberbürgermeister von Kassel und Präsident des Kurhessischen Landtages (1821–1841) | 49    |       |
| 5. Juli  | Fridolin Karl Leopold Spenner     | deutscher Botaniker                                                                | 42    |       |
| 6. Juli  | Gottlieb Mohnike                  | deutscher Übersetzer, Theologe und Philologe                                       | 60    |       |
| 7. Juli  | James Ervin                       | US-amerikanischer Politiker                                                        | 62    |       |
| 9. Juli  | Anton von Baldacci                | österreichischer Staatsmann                                                        |       |       |
| 9. Juli  | Ernst Münch                       | Schweizer Historiker                                                               | 42    |       |
| 9. Juli  | Johann Karl Nestler               | österreichischer Agrarwissenschaftler                                              | 57    |       |
| 10. Juli | Theodor August Seutter von Lötzen | badischer Generalleutnant                                                          | 63    |       |
| 12. Juli | Georg Emanuel Opiz                | deutscher Maler, Schriftsteller und Grafiker                                       | 66    |       |
| 12. Juli | Franz Xaver Schwäbl               | Bischof von Regensburg (1833–1841)                                                 | 62    |       |
| 14. Juli | Ézsaiás Budai                     | ungarischer reformierter Theologe                                                  | 75    |       |
| 15. Juli | Enos Hook                         | US-amerikanischer Politiker                                                        | 36    |       |
| 15. Juli | Felix Savary                      | französischer Astronom                                                             | 43    |       |
| 16. Juli | Mosche Teitelbaum                 | chassidischer Rabbi in Ungarn                                                      |       |       |
| 17. Juli | Ezekiel Gilbert                   | US-amerikanischer Jurist und Politiker                                             | 85    |       |
| 18. Juli | Georg August Kuckuck              | Stadtkommandant und Ehrenbürger von Hildesheim                                     | 73    |       |
| 25. Juli | Adrien Pichard                    | Schweizer Architekt                                                                | 51    |       |
| 25. Juli | Frédéric Pfaltz                   | hessischer Fabrikant und Politiker                                                 | 52    |       |
| 27. Juli | Michail Jurjewitsch Lermontow     | russischer Dichter                                                                 | 26    |       |
| 29. Juli | Armand Lévy                       | französischer Arzt, Mineraloge und Mathematiker                                    | 45    |       |
| 30. Juli | Jens Wilken Hornemann             | dänischer Botaniker                                                                | 71    |       |
| 31. Juli | Manuel José Fernández Chacón      | Präsident Costa Ricas                                                              | 55    |       |
| Juli     | Joseph Fortuné Théodore Eydoux    | französischer Zoologe                                                              |       |       |

## August
| Tag        | Name                                    | Beruf, bekannt als                                                           | Alter | Beleg |
| ---------- | --------------------------------------- | ---------------------------------------------------------------------------- | ----- | ----- |
| 1. August  | John K. Griffin                         | US-amerikanischer Politiker                                                  | 51    |       |
| 2. August  | Samuel Powell                           | US-amerikanischer Politiker                                                  | 65    |       |
| 6. August  | Joseph Dorn                             | Maler, Restaurator und Galerieinspektor                                      | 81    |       |
| 6. August  | Karl Friedrich Meyerheim                | deutscher Dekorations- und Porträtmaler                                      | 60    |       |
| 7. August  | James Lanman                            | US-amerikanischer Politiker                                                  | 74    |       |
| 9. August  | August Konrad Hofmann                   | hessischer Staatsmann                                                        | 65    |       |
| 10. August | Joseph Glänz                            | deutscher Holzbildhauer                                                      | 63    |       |
| 11. August | Johann Theobald Christ                  | deutscher Arzt und Stifter                                                   | 64    |       |
| 11. August | Johann Christian Jeremias Martini       | deutscher Mediziner und Teilnehmer der Koalitionskriege im ärztlichen Dienst | 53    |       |
| 13. August | Bernhard Romberg                        | deutscher Cellist und Komponist                                              |       |       |
| 14. August | Johann Friedrich Herbart                | deutscher Philosoph, Psychologe und Pädagoge                                 | 65    |       |
| 15. August | Elizabeth Gould                         | englische Illustratorin                                                      | 37    |       |
| 15. August | François-Honoré-Georges Jacob-Desmalter | französischer Kunstschreiner                                                 | 71    |       |
| 15. August | Georg Andreas von Rosen                 | kaiserlich-russischer General                                                |       |       |
| 16. August | Fernando Errázuriz Aldunate             | Präsident von Chile                                                          | 64    |       |
| 17. August | Carlo Odescalchi                        | italienischer Kardinal und Kardinalvikar                                     | 56    |       |
| 18. August | Jonathan Friedrich Bahnmaier            | deutscher evangelischer Theologe und Kirchenlieddichter                      | 67    |       |
| 21. August | Gideon Lee                              | US-amerikanischer Politiker                                                  | 63    |       |
| 22. August | Dietrich Heinrich Jürgenson             | deutsch-baltischer Philologe                                                 | 37    |       |
| 22. August | Johann Baptist von Winklern             | österreichischer Geistlicher, Theologe und Historiker                        | 73    |       |
| 24. August | Friedrich Curschmann                    | deutscher Komponist und Sänger                                               | 36    |       |
| 24. August | Johann Georg Duttlinger                 | badischer Jurist und Politiker                                               | 53    |       |
| 24. August | Naftali Herz Homberg                    | jüdischer Pädagoge und Religionswissenschaftler                              | 91    |       |
| 24. August | Theodore Hook                           | britischer Journalist und Romanautor                                         | 52    |       |
| 24. August | Bjarni Thorarensen                      | isländischer Schriftsteller                                                  | 54    |       |
| 26. August | Ignaz von Seyfried                      | österreichischer Komponist und Dirigent                                      | 65    |       |
| 28. August | Christian Friedrich Claude du Plat      | königlich dänischer Generalmajor                                             | 70    |       |
| 29. August | Charles Eaton Haynes                    | US-amerikanischer Politiker                                                  | 57    |       |
| 30. August | Friedrich Clemens von Ledebur-Wicheln   | Bischof von Paderborn                                                        | 70    |       |
| 31. August | Johann Georg Christian Apel             | deutscher Organist und Komponist                                             | 65    |       |
| August     | Jean François d’Aubuisson de Voisins    | französischer Ingenieur und Geologe                                          |       |       |

## September
| Tag           | Name                                | Beruf, bekannt als                                                    | Alter | Beleg |
| ------------- | ----------------------------------- | --------------------------------------------------------------------- | ----- | ----- |
| 2. September  | James Trezvant                      | US-amerikanischer Politiker                                           |       |       |
| 3. September  | Ludwig von Günderrode               | deutscher Militär und Politiker                                       | 78    |       |
| 6. September  | Rudolf Bodmer                       | Schweizer Maler                                                       | 36    |       |
| 6. September  | Aloys Dobler                        | deutscher Opernsänger (Bass)                                          | 44    |       |
| 6. September  | Georg Wilding                       | neapolitanischer Offizier und Diplomat deutscher Herkunft             | 51    |       |
| 8. September  | Rudolf von Bünau                    | württembergischer Generalmajor, Oberhofmarschall                      | 78    |       |
| 9. September  | Augustin-Pyrame de Candolle         | Schweizer Botaniker                                                   | 63    |       |
| 11. September | Ferdinand von Pistorius             | Hofrat, MdL (Württemberg)                                             | 73    |       |
| 12. September | Jean-Conrad Hottinguer              | Schweizer und später französischer Bankier, Unternehmer und Politiker | 77    |       |
| 13. September | Louis-François Bertin               | französischer Journalist und politischer Autor                        | 74    |       |
| 14. September | Ignaz Bernhard Mauermann            | katholischer Bischof in Sachsen                                       | 55    |       |
| 14. September | Hermann Müller                      | Jurist und kurhessischer Abgeordneter                                 | 42    |       |
| 14. September | Alessandro Rolla                    | italienischer Violinspieler und Komponist                             | 84    |       |
| 15. September | Alexei Nikolajewitsch Bachmetew     | russischer General                                                    |       |       |
| 15. September | Bennet Bicknell                     | US-amerikanischer Politiker                                           | 59    |       |
| 15. September | Johann Michael Dros                 | fränkischer Gastwirt und Politiker                                    | 65    |       |
| 15. September | Hartmann von Witzleben              | preußischer Beamter                                                   | 74    |       |
| 16. September | Newton Cannon                       | US-amerikanischer Politiker                                           | 60    |       |
| 16. September | Friedrich Ludwig von Wachholtz      | braunschweigischer Generalmajor                                       | 58    |       |
| 19. September | John Tarleton                       | britischer Kaufmann und Politiker, Mitglied des House of Commons      | 85    |       |
| 20. September | Johann Benedikt Jakob von Königslöw | deutscher evangelisch-lutherischer Geistlicher und Oratorien-Dichter  | 87    |       |
| 21. September | John Murphy                         | US-amerikanischer Politiker                                           |       |       |
| 24. September | Karl Stülpner                       | erzgebirgischer Volksheld                                             | 78    |       |
| 25. September | John Chandler                       | US-amerikanischer Politiker                                           | 79    |       |
| 27. September | Nicholas Brown junior               | US-amerikanischer Geschäftsmann aus Providence, Rhode Island          | 72    |       |
| 27. September | William McCreery                    | US-amerikanischer Politiker                                           | 55    |       |
| 27. September | Heinrich LXIII. Reuß zu Köstritz    | Angehöriger des Fürstenhauses Reuß                                    | 55    |       |
| 28. September | Johann Georg von Dillis             | deutscher Maler                                                       | 81    |       |
| 28. September | Ferdinand Perrot                    | französischer Maler                                                   |       |       |
| 30. September | Johann Baptist Türk                 | österreichischer Freiheitskämpfer                                     |       |       |

## Oktober
| Tag         | Name                              | Beruf, bekannt als                                                                        | Alter | Beleg |
| ----------- | --------------------------------- | ----------------------------------------------------------------------------------------- | ----- | ----- |
| 1. Oktober  | Carl Ludwig Emanuel von Dillen    | Günstling des ersten württembergischen Königs und Ahnherr des Hauses Dillen-Bülow-Putlitz | 64    |       |
| 1. Oktober  | Claudine Rhédey von Kis-Rhéde     | ungarische Adlige                                                                         | 29    |       |
| 1. Oktober  | Johann Joseph Schmeller           | deutscher Maler                                                                           | 47    |       |
| 2. Oktober  | Honoré V.                         | Fürst von Monaco                                                                          | 63    |       |
| 7. Oktober  | David S. Garland                  | US-amerikanischer Politiker                                                               | 72    |       |
| 8. Oktober  | Johann Christoph Schlüter         | deutscher Philologe                                                                       | 73    |       |
| 9. Oktober  | John Owen                         | Gouverneur von North Carolina                                                             | 54    |       |
| 9. Oktober  | Karl Friedrich Schinkel           | preußischer Architekt und Maler                                                           | 60    |       |
| 10. Oktober | Johann Caspar Dilly               | deutscher Maler und Silhouetteur                                                          | 73    |       |
| 14. Oktober | Franz Xaver Geiger                | deutscher katholischer Geistlicher und Schriftsteller                                     | 91    |       |
| 15. Oktober | Christian Gottlieb Kühnöl         | deutscher evangelischer Theologe                                                          | 73    |       |
| 15. Oktober | Otto Kychenthal                   | deutscher Apotheker, Unternehmer und Steuereinnehmer                                      | 64    |       |
| 15. Oktober | Karl Georg von Loebell            | preußischer Offizier, zuletzt Generalleutnant sowie Kommandant von Berlin                 | 64    |       |
| 16. Oktober | Domenico Barbaja                  | italienischer Impresario und Opernintendant                                               |       |       |
| 17. Oktober | Fridolin Huber (Geistlicher)      | deutscher katholischer Geistlicher und Theologe                                           | 77    |       |
| 17. Oktober | Amalie Zephyrine von Salm-Kyrburg | deutsche Fürstin                                                                          | 81    |       |
| 18. Oktober | Eberhard Gottlieb Graff           | deutscher Sprachforscher                                                                  | 61    |       |
| 20. Oktober | Manuel Montes de Oca              | spanischer Militär und Minister                                                           |       |       |
| 21. Oktober | Mathias Föhrenbach                | badischer Jurist und Politiker                                                            | 75    |       |
| 21. Oktober | John Forsyth                      | US-amerikanischer Politiker                                                               | 60    |       |
| 21. Oktober | Aloys Schreiber                   | Lehrer und Professor der Ästhetik, Hofhistoriker, Schriftsteller und Reisebuchautor       | 80    |       |
| 23. Oktober | Leonid von Optina                 | russischer Mönch und Seelsorger                                                           |       |       |
| 24. Oktober | Franz Anton Gindl                 | Bischof von Brünn, Bischof von Gurk                                                       | 55    |       |
| 24. Oktober | Hermann zu Stolberg-Wernigerode   | Erbgraf zu Stolberg-Wernigerode                                                           | 39    |       |
| 26. Oktober | John Noyes                        | US-amerikanischer Politiker                                                               | 77    |       |
| 26. Oktober | Roger Vose                        | US-amerikanischer Politiker                                                               | 78    |       |
| 27. Oktober | Johann Georg Bürgy                | deutscher Orgelbauer                                                                      | 70    |       |
| 28. Oktober | Johan August Arfwedson            | schwedischer Chemiker                                                                     | 49    |       |
| 28. Oktober | Francesco Morlacchi               | italienischer Komponist und Dirigent                                                      | 57    |       |
| 30. Oktober | Franz Xaver Stadelberger          | bayerischer Bürgermeister                                                                 | 69    |       |

## November
| Tag          | Name                            | Beruf, bekannt als                                               | Alter | Beleg |
| ------------ | ------------------------------- | ---------------------------------------------------------------- | ----- | ----- |
| 1. November  | Zebulon R. Shipherd             | US-amerikanischer Jurist und Politiker                           | 72    |       |
| 2. November  | Alexander Burnes                | britischer Entdecker                                             | 36    |       |
| 2. November  | Gustav von Gotzkow              | preußischer Offizier und Ritter des Ordens Pour le Mérite        | 52    |       |
| 5. November  | Michel Gaudin                   | französischer Finanzminister                                     | 85    |       |
| 5. November  | Ludwig                          | Fürst zu Anhalt-Köthen-Pleß                                      | 58    |       |
| 5. November  | Peter Grigorjewitsch Sobolewski | russischer Chemiker und Ingenieur                                | 59    |       |
| 7. November  | Albrecht Bohnenblust            | Schweizer Politiker                                              | 71    |       |
| 9. November  | Victor Audouin                  | französischer Naturforscher, Entomologe und Ornithologe          | 44    |       |
| 10. November | Johann David Starck             | böhmischer Montanunternehmer und Großindustrieller               | 71    |       |
| 11. November | Anton Fürnstein                 | deutscher Naturdichter                                           | 58    |       |
| 12. November | Karl Ferdinand von Altenbockum  | kurfürstlich-hessischer Generalmajor                             | 55    |       |
| 13. November | Karoline von Baden              | Prinzessin von Baden, durch Heirat Königin von Bayern            | 65    |       |
| 13. November | Ernst Conrad Peterson           | deutscher Architekt in der Epoche des Klassizismus               | 63    |       |
| 13. November | Lemuel Whitman                  | US-amerikanischer Politiker                                      | 61    |       |
| 14. November | Thomas Bruce, 7. Earl of Elgin  | britischer Diplomat                                              | 75    |       |
| 14. November | Ferdinand Kämmerer              | deutscher Jurist, Rechtsgelehrter in Rostock                     | 57    |       |
| 16. November | Thomas Patterson                | US-amerikanischer Politiker                                      | 77    |       |
| 17. November | Samuel Henderson                | US-amerikanischer Politiker                                      | 76    |       |
| 18. November | Agustín Gamarra                 | Staatspräsident von Peru                                         | 56    |       |
| 18. November | Georg Christoph Grosheim        | deutscher Dirigent, Bratscher, Komponist und Musikschriftsteller | 77    |       |
| 18. November | Franz von Kesselstatt           | deutscher Maler, Domkapitular im Kurfürstentum Mainz             | 88    |       |
| 21. November | Nicolas Clément                 | französischer Chemiker und Physiker                              | 62    |       |
| 21. November | Randall S. Street               | US-amerikanischer Jurist und Politiker                           |       |       |
| 22. November | Johann Philipp Trefurt          | deutscher lutherischer Theologe                                  | 72    |       |
| 23. November | Hugues Duroy de Chaumareys      | französischer Royalist und Mitglied der Marine                   | 77    |       |
| 23. November | Watanabe Kazan                  | japanischer Maler                                                | 48    |       |
| 25. November | Karl Theodor Christian Gerhard  | deutscher Archdiakonus und Autor                                 | 68    |       |
| 27. November | Claudius Ditlev Fritzsch        | deutsch-dänischer Maler                                          | 76    |       |
| 28. November | Henry Black                     | US-amerikanischer Politiker                                      | 58    |       |
| 28. November | Ludwig Ferdinand Pauli          | deutscher Theaterschauspieler und -regisseur                     | 48    |       |
| 29. November | Abel                            | russischer Mönch und Wahrsager                                   | 84    |       |

## Dezember
| Tag          | Name                              | Beruf, bekannt als                                                                                                  | Alter | Beleg |
| ------------ | --------------------------------- | --- | ----- | ----- |
| 1. Dezember  | George Birkbeck                   | britischer Arzt, Naturwissenschaftler und Pionier der Erwachsenenbildung                                            | 65    |       |
| 1. Dezember  | Franz Jakob Freystädtler          | österreichischer Komponist und Klavierpädagoge                                                                      | 80    |       |
| 2. Dezember  | Christian Heinrich Nebbien        | deutscher Garten- und Landschaftsarchitekt sowie Agrarreformer                                                      | 63    |       |
| 3. Dezember  | Joseph von Larisch                | preußischer Generalmajor                                                                                            | 64    |       |
| 3. Dezember  | Paolo Pola                        | italienischer Dichter und Opernlibrettist                                                                           | 68    |       |
| 3. Dezember  | Franz Rosner                      | österreichischer Sänger (Tenor)                                                                                     | 41    |       |
| 4. Dezember  | Johann Carl Georg Fricke          | deutscher Chirurg                                                                                                   | 51    |       |
| 4. Dezember  | Gustav Hermann Julius Lipsius     | deutscher lutherischer Geistlicher                                                                                  | 39    |       |
| 5. Dezember  | Isaiah L. Green                   | US-amerikanischer Politiker                                                                                         | 79    |       |
| 8. Dezember  | Johann Heinrich Dannecker         | deutscher Bildhauer                                                                                                 | 83    |       |
| 8. Dezember  | David Don                         | britischer Botaniker                                                                                                | 41    |       |
| 9. Dezember  | Thomas Davee                      | US-amerikanischer Politiker                                                                                         | 44    |       |
| 9. Dezember  | Hans Georg von Hammerstein-Equord | österreichischer General                                                                                            | 70    |       |
| 10. Dezember | Philippine von Reden              | deutsche Autorin, Tochter des Adolph Freiherr Knigge                                                                | 66    |       |
| 12. Dezember | Denis-Antoine-Luc de Frayssinous  | französischer Theologe                                                                                              | 76    |       |
| 13. Dezember | Anna Weißebach                    | Gründerin der Caritas-Konferenzen in Deutschland                                                                    | 30    |       |
| 14. Dezember | Paul Friedrich von Benckendorff   | deutsch-baltischer Landespolitiker; russischer Gouverneur und Ritterschaftshauptmann der Estländischen Ritterschaft | 57    |       |
| 14. Dezember | Samuel McKean                     | US-amerikanischer Politiker                                                                                         | 54    |       |
| 15. Dezember | Georg Heinrich Christian Lippold  | deutscher Naturforscher, Schriftsteller und Theologe                                                                | 74    |       |
| 16. Dezember | Franz Gesterding                  | deutscher Rechtswissenschaftler und Hochschullehrer                                                                 | 60    |       |
| 17. Dezember | Julius Rudolph Theodor Vogel      | deutscher Botaniker und Forschungsreisender                                                                         | 29    |       |
| 18. Dezember | Giuseppe Della Porta Rodiani      | italienischer Kardinal der Römischen Kirche                                                                         | 68    |       |
| 18. Dezember | Josef Derossi                     | österreichischer Schauspieler und Theaterleiter                                                                     | 73    |       |
| 18. Dezember | Karl August Förster               | deutscher Dichter                                                                                                   | 57    |       |
| 22. Dezember | Daniil Nikititsch Kaschin         | russischer Komponist                                                                                                |       |       |
| 23. Dezember | William Macnaghten                | britischer Kolonialbeamter und Diplomat                                                                             | 48    |       |
| 24. Dezember | Daniel Azro Ashley Buck           | US-amerikanischer Politiker                                                                                         | 52    |       |
| 27. Dezember | Joseph Leonhard Knoll             | böhmischer Pädagoge                                                                                                 | 66    |       |
| 28. Dezember | Wilhelm Pfeiffer                  | deutscher Lehrer und Schriftsteller                                                                                 | 31    |       |
| 30. Dezember | Alney McLean                      | US-amerikanischer Politiker                                                                                         | 62    |       |
| 31. Dezember | Friedrich Ast                     | deutscher klassischer Philologe                                                                                     | 63    |       |

## Datum unbekannt
| Tag | Name                                                 | Beruf, bekannt als                                                                                  | Alter | Beleg |
| --- | ---------------------------------------------------- | --------------------------------------------------------------------------------------------------- | ----- | ----- |
|     | Joseph-Toussaint Avril                               | französischer Romanist, Provenzalist und Lexikograf                                                 |       |       |
|     | Charles Barbier                                      | französischer Erfinder, Entwickler der sogenannte Nachtschrift, eines Vorläufers der Brailleschrift |       |       |
|     | Jean-Baptiste Cartier                                | französischer Komponist und Violinist der Klassik                                                   |       |       |
|     | Rodrigo Pinto Pizarro Pimentel de Almeida Carvalhais | portugiesischer Politiker aus der Zeit der konstitutionellen Monarchie                              |       |       |
|     | Justina Casagli                                      | schwedische Opernsängerin                                                                           |       |       |
|     | Difunta Correa                                       | argentinischen Legende                                                                              |       |       |
|     | Christoph Franz Dangel                               | deutscher Jurist und Politiker                                                                      |       |       |
|     | Friedrich Heinrich Florian Guhr                      | schlesischer Musiker, Komponist, Kantor und Musikdirektor                                           |       |       |
|     | Franz Ludwig von Helmstatt                           | deutscher Adliger, Angehöriger der Familie von Helmstatt                                            |       |       |
|     | Heinrich Wilhelm von Holtzbrinck                     | Beamter in Diensten Preußens und des Großherzogtums Berg                                            |       |       |
|     | Johann Heinrich Hose                                 | deutscher Maler und Bildhauer                                                                       |       |       |
|     | Lobsang Tshülthrim Jigme Tenpe Gyeltshen             | 5. Jebtsundamba Khutukhtu                                                                           |       |       |
|     | Johannes Löh                                         | deutscher evangelischer Pfarrer                                                                     |       |       |
|     | Oskar Felix Memmenegger                              | Schweizer Pyrotechniker                                                                             |       |       |
|     | Konstantinos Nikolopoulos                            | griechischer Komponist und Universalgelehrter                                                       |       |       |
|     | Alexander Ernst von Riesemann                        | russischer Generalmajor                                                                             |       |       |
|     | George W. Snyder                                     | Uhrmacher und Erfinder                                                                              |       |       |
|     | Karl Friedrich von Steiger                           | Oberamtmann zu Erlach                                                                               |       |       |
|     | Johann Christian Zippel                              | deutscher Historien- und Porträtmaler                                                               |       |       |